# Joanne Woodward
Joanne Gignilliat Trimmier Woodward (Thomasville, 27 febbraio 1930) è un'attrice statunitense.
È attualmente l'attrice più anziana vincitrice del Premio Oscar alla miglior attrice protagonista ancora in vita

## Biografia

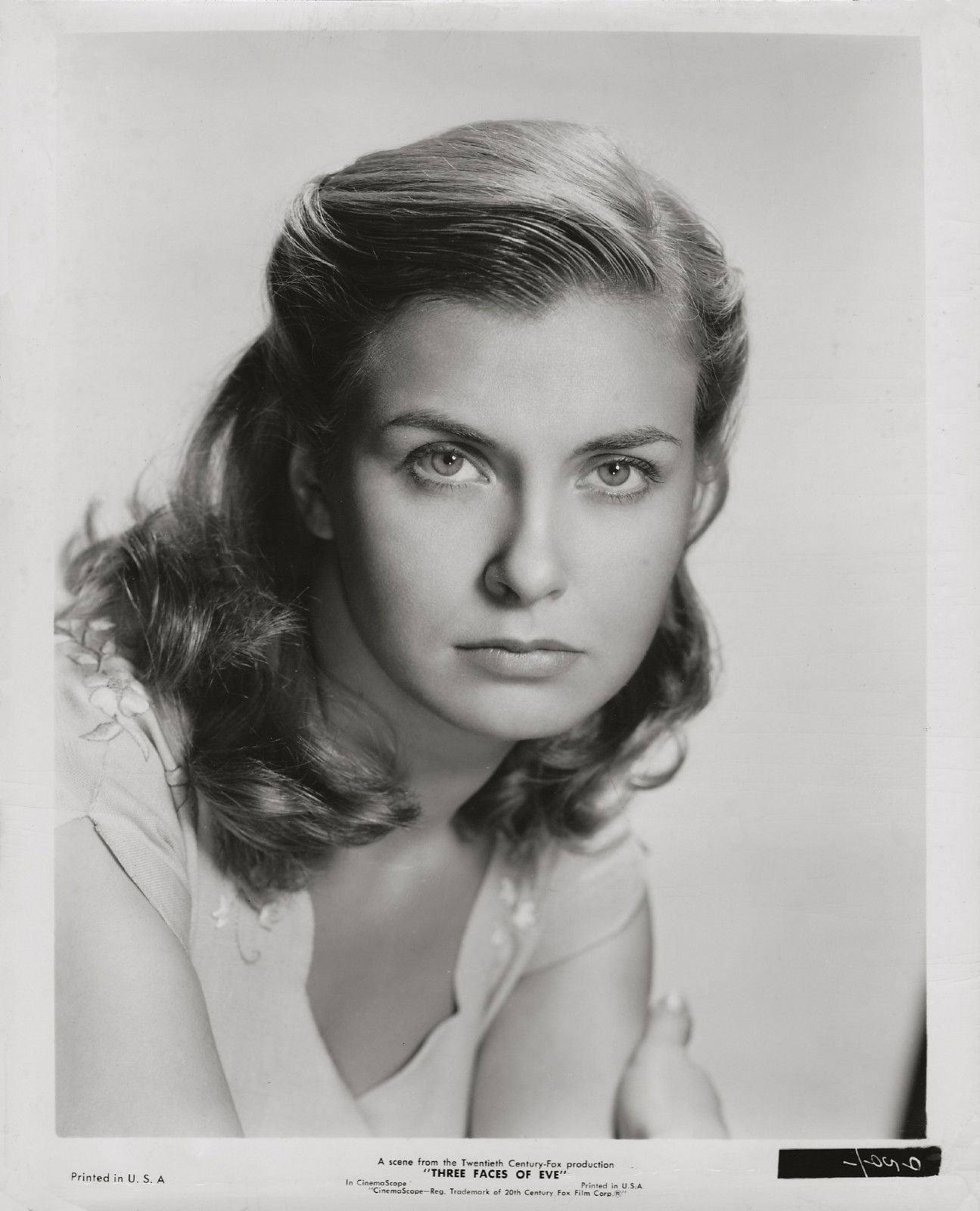
Joanne Woodward in una foto promozionale per La donna dai tre volti (1957)

Nasce in una famiglia piuttosto modesta e di religione anglicana da Wade Woodward (1900-1976), amministratore scolastico, ed Elinor Gignilliat Trimmier Woodward (1903-1992). Aveva un fratello maggiore, Wade Jr. (1925-1990), che divenne architetto. Elinor Woodward era una grande appassionata di cinema e nel tempo influenzò anche la figlia, che affermò di essere quasi nata nel bel mezzo della visione di un film di Joan Crawford (Ragazze americane del 1929), tanto che il suo stesso nome doveva ricordare proprio quello della grande star. Sembra che ad Atlanta nel 1939, in occasione di una première del film Via col vento di Victor Fleming, Joanne, di appena 9 anni, sfuggì al controllo della madre ed improvvisamente si introdusse nella limousine e salì in grembo a Laurence Olivier, celebre consorte della protagonista Vivien Leigh e con cui molti anni dopo (1977) avrebbe lavorato nel film televisivo Come Back, Little Sheba di Silvio Narizzano.

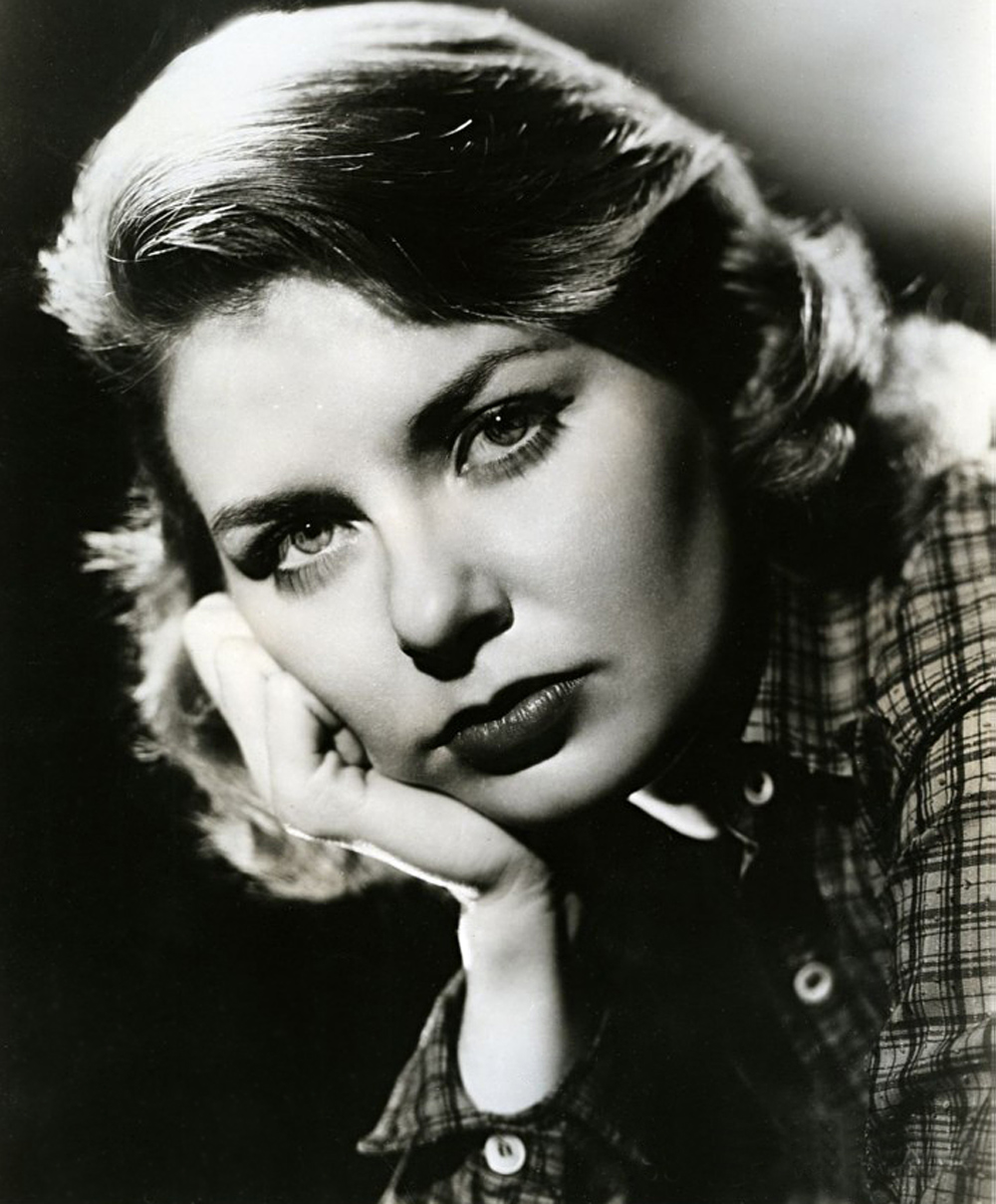
Joanne Woodward nel 1960

Spinta dalla madre, da bambina vinse numerosi concorsi di bellezza in Georgia e, divenuta maggiorenne, si iscrisse all'Università statale della Louisiana, specializzandosi in recitazione. Dopo essersi laureata ed avere partecipato a piccoli spettacoli teatrali, si recò a New York per approfondire i corsi di recitazione con l'attore teatrale Sanford Meisner. Impiegata dal 1952 in alcune produzioni televisive minori, la Woodward fece il suo esordio al cinema nel 1955, al fianco di Van Heflin, con il western Conta fino a 3 e prega! di George Sherman, cui seguì Giovani senza domani (1956) di Gerd Oswald, accanto a Robert Wagner e Jeffrey Hunter, ma ottenne la notorietà nel 1957 con il ruolo di una donna psicologicamente disturbata in La donna dai tre volti di Nunnally Johnson, che nel 1958 le fece vincere il premio Oscar alla miglior attrice.
La sua carriera proseguì con film importanti come Un urlo nella notte (1958) e La lunga estate calda (1958), entrambi diretti da Martin Ritt; sul set di quest'ultima pellicola, ove interpretava l'orgogliosa figlia di Orson Welles, ebbe come partner Paul Newman, conosciuto in una tournée teatrale nel 1953, ove entrambi erano sostituti, e che sposò il 29 gennaio 1958, formando una della coppie più solide e rispettate di Hollywood, sia nel cinema che nella vita reale. Attrice versatile, dotata di raffinate capacità interpretative e con una personalità poco incline al divismo, dopo il matrimonio con Newman e la nascita delle figlie la Woodward sacrificò in parte lo sviluppo di una promettente carriera per favorire quella del marito e dedicarsi soprattutto alla famiglia; purtuttavia nel tempo, e talora insieme a Newman, prese parte a varie produzioni teatrali (come Baby Wants Kiss di James Costigan nel 1964) e televisive e a manifestazioni pubbliche dedite anche alla beneficenza.

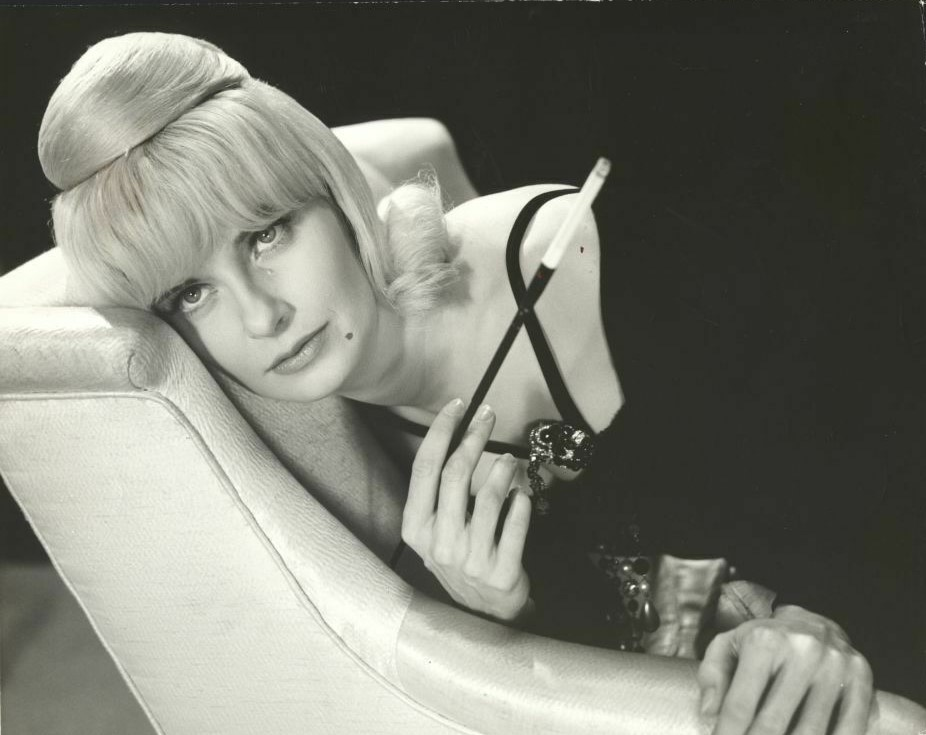
Joanne Woodward nel 1963

Dopo la conquista dell'Oscar nel 1958 venne impiegata in film di genere diverso, quali Pelle di serpente (1959) di Sidney Lumet, ove affiancò Marlon Brando e Anna Magnani, Donna d'estate (1963) di Franklin J. Schaffner, La strada del crimine (1964) di George Englund, Posta grossa a Dodge City (1966) di Fielder Cook, Una splendida canaglia (1966) di Irvin Kershner, They Might Be Giants (1971) di Anthony Harvey e Summer Wishes, Winter Dreams (1973) di Gilbert Cates. Soprattutto su spinta dei produttori, che volevano promuovere la coppia sul grande schermo, recitò ancora insieme al marito, sia pure con esiti alterni, in Missili in giardino (1958) di Leo McCarey, Dalla terrazza (1960) di Mark Robson, Paris Blues (1961) di Martin Ritt, Il mio amore con Samantha (1963) di Melville Shavelson, Indianapolis pista infernale (1969) di James Goldstone e Un uomo oggi (1970) di Stuart Rosenberg, ove interpretò il sofferto personaggio di una adescatrice suicida. In quegli anni fu però proprio Newman, regista e produttore, a valorizzare al meglio le doti artistiche della moglie con i due film intimisti La prima volta di Jennifer (1968) e Gli effetti dei raggi gamma sui fiori di Matilda (1972), grazie ai quali l'attrice ottenne il rinnovato elogio della critica, anche internazionale, per le sue doti di interprete.

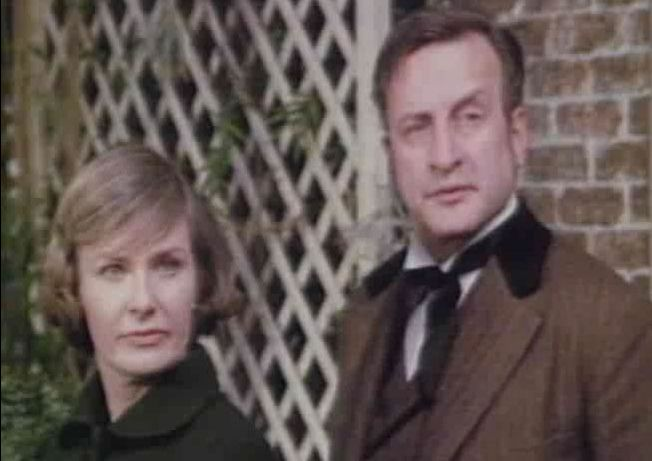
Joanne Woodward con George C. Scott in They Might Be Giants (1971)

Negli anni successivi diradò le sue apparizioni sul grande schermo, affiancando ancora il marito in Detective Harper: acqua alla gola (1975) di Stuart Rosenberg, Harry & Son (1984) e Lo zoo di vetro (1987), entrambi diretti dallo stesso Newman, e Mr. & Mrs. Bridge (1990) di James Ivory, il suo ultimo film da protagonista e che le fece ottenere l'ennesima candidatura al premio Oscar. Tra le sue interpretazioni nelle produzioni televisive di quegli anni, vennero particolarmente apprezzate quelle in Sybil (1976) di Daniel Petrie jr., in coppia con Sally Field, che ritroverà anche nella commedia cinematografica La fine... della fine (1978), diretta e interpretata da Burt Reynolds, e in Non entrate dolcemente nella notte (1985) di Jeff Bleckner.
La sua ultima partecipazione al cinema risale a Philadelphia (1993) di Jonathan Demme, ove interpretò la madre di Tom Hanks. Nello stesso anno è stata la voce narrante in L'età dell'innocenza di Martin Scorsese. È apparsa ancora in una produzione televisiva, accanto tra gli altri a Paul Newman, nella miniserie Empire Falls - Le cascate del cuore (2005) diretta da Fred Schepisi. Il suo ultimo impegno nel cinema risale al film Lucky Them (2014) di Megan Griffiths, di cui è stata produttrice esecutiva e curatrice del doppiaggio,
Con quattro candidature all'attivo, oltre alla conquista della statuetta per La donna dai tre volti, l'attrice vinse altri premi prestigiosi, tra cui nel 1969 il Golden Globe per la miglior attrice protagonista con la magistrale interpretazione di una zitella quasi quarantenne in La prima volta di Jennifer.

## Vita privata
Dal longevo matrimonio con Paul Newman ha avuto tre figlie: Elinor "Nell" Teresa (nata nel 1959), Melissa "Lissy" Stewart (nata nel 1961) e Claire "Clea" Olivia (nata nel 1965). Dalla metà degli anni novanta e soprattutto dopo la morte di Newman, avvenuta il 26 settembre 2008, la Woodward ha lasciato i set cinematografici e si è ritirata a vita privata, pur interessandosi alla produzione e alla regia di alcuni spettacoli teatrali. Nel 2007 le è stata diagnosticata la malattia di Alzheimer, di cui soffriva anche la madre. Risiede nella cittadina di Westport, nel Connecticut.

## Filmografia

### Cinema

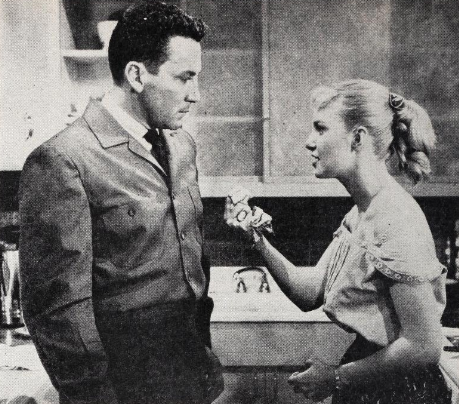
Joanne Woodward con Cameron Mitchell in Un urlo nella notte (1958)

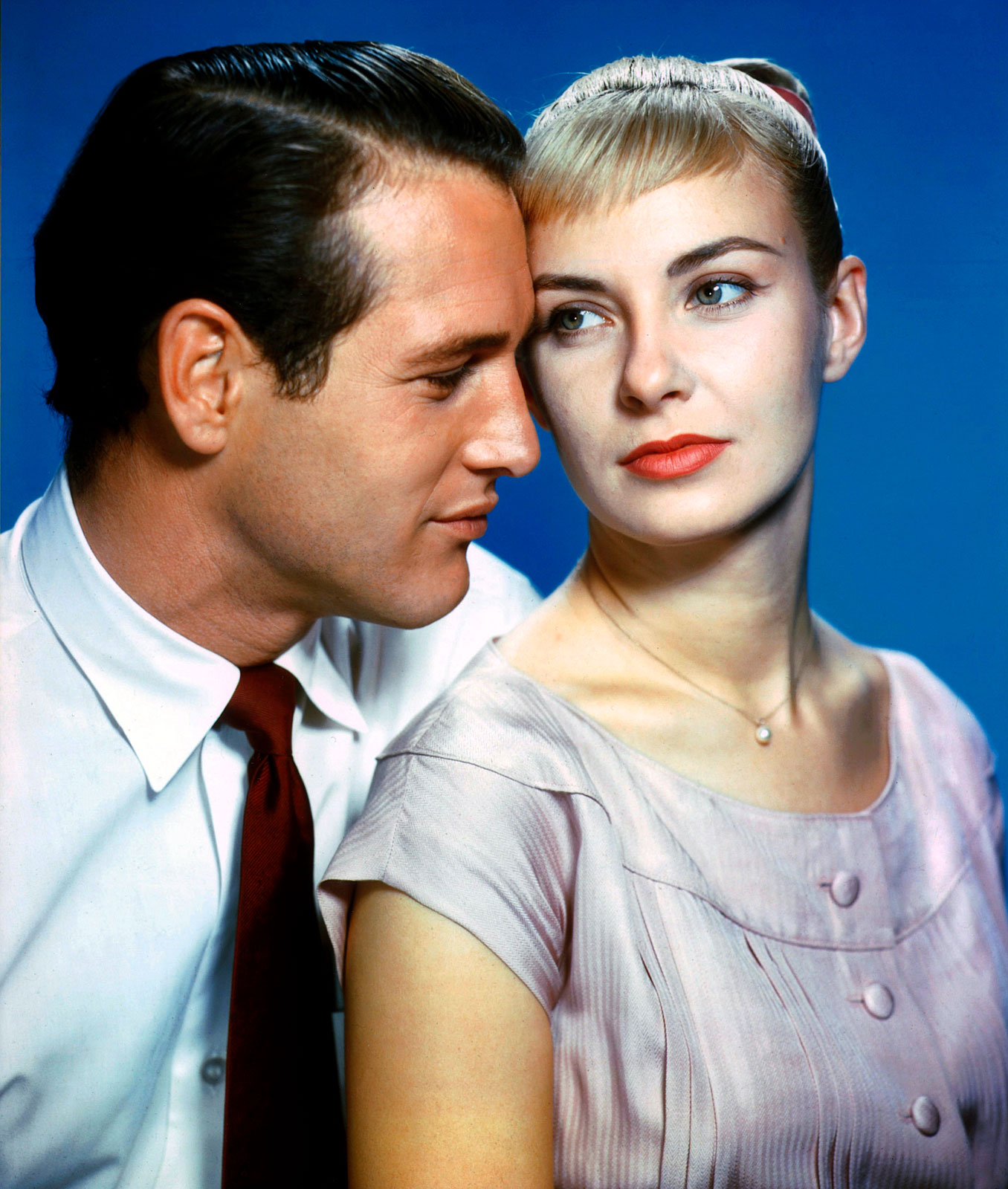
Joanne Woodward con Paul Newman in una foto promozionale de La lunga estate calda (1958)

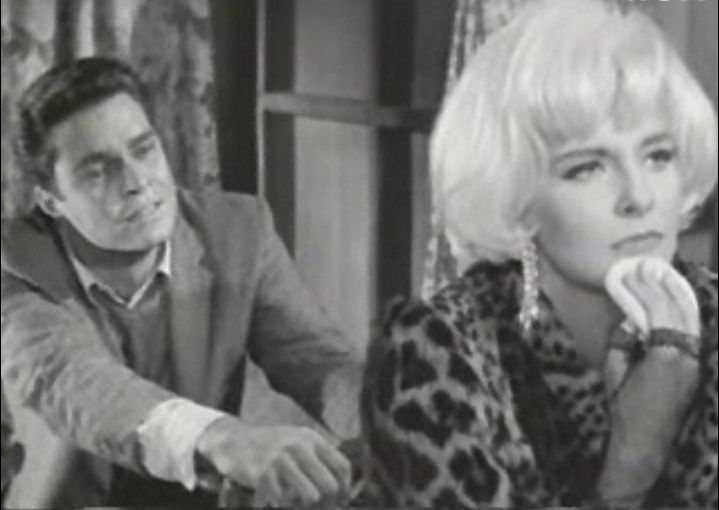
Joanne Woodward con Richard Beymer in Donna d'estate (1963).

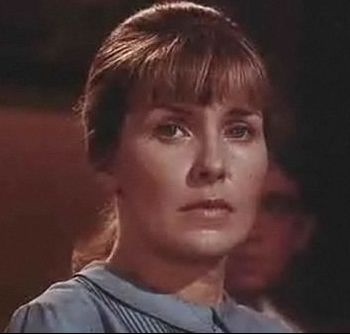
Joanne Woodward nel film La prima volta di Jennifer (1968)

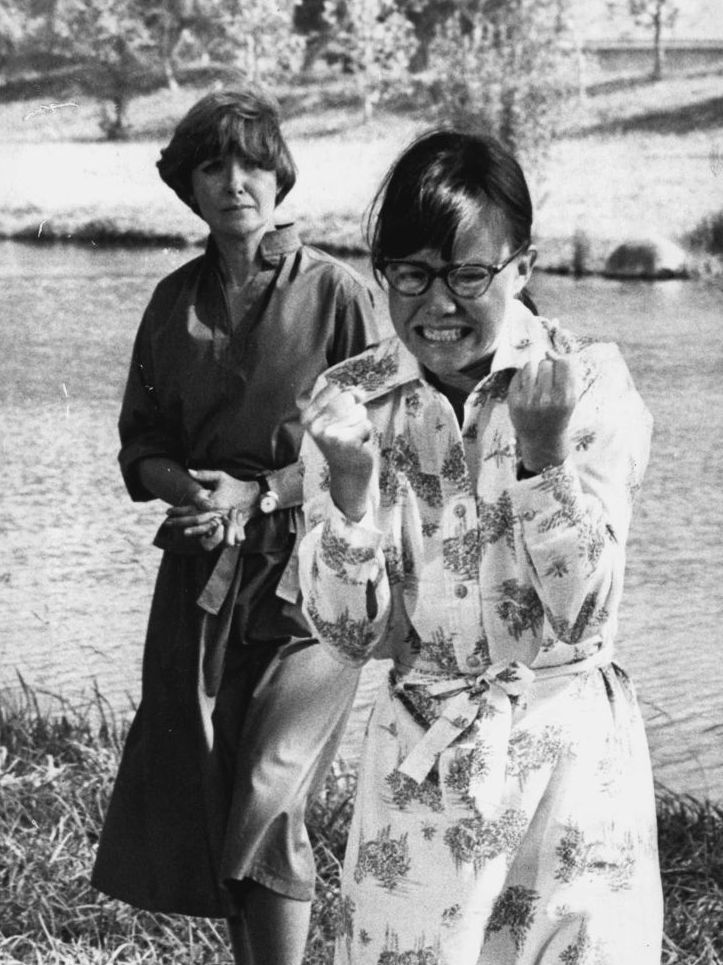
Joanne Woodward con Sally Field nella miniserie Sybil (1976)

- Conta fino a 3 e prega! (Count Three and Pray), regia di George Sherman (1955)
- Giovani senza domani (A Kiss Before Dying), regia di Gerd Oswald (1956)
- La donna dai tre volti (The Three Faces of Eve), regia di Nunnally Johnson (1957)
- Un urlo nella notte (No Down Payment), regia di Martin Ritt (1958)
- La lunga estate calda (The Long, Hot Summer), regia di Martin Ritt (1958)
- Missili in giardino (Rally 'Round the Flag, Boys!), regia di Leo McCarey (1958)
- L'urlo e la furia (The Sound and the Fury), regia di Martin Ritt (1959)
- Pelle di serpente (The Fugitive Kind), regia di Sidney Lumet (1960)
- Dalla terrazza (From the Terrace), regia di Mark Robson (1960)
- Paris Blues, regia di Martin Ritt (1961)
- Donna d'estate (The Stripper), regia di Franklin J. Schaffner (1963)
- Il mio amore con Samantha (A New Kind of Love), regia di Melville Shavelson (1963)
- La strada del crimine (Signpost to Murder), regia di George Englund (1964)
- Posta grossa a Dodge City (A Big Hand for the Little Lady), regia di Fielder Cook (1966)
- Una splendida canaglia (A Fine Madness), regia di Irvin Kershner (1966)
- La prima volta di Jennifer (Rachel, Rachel), regia di Paul Newman (1968)
- Indianapolis pista infernale (Winning), regia di James Goldstone (1969)
- Un uomo oggi (WUSA), regia di Stuart Rosenberg (1970)
- They Might Be Giants, regia di Anthony Harvey (1971)
- Gli effetti dei raggi gamma sui fiori di Matilda (The Effect of Gamma Rays on Man-in-the-Moon Marigolds), regia di Paul Newman (1972)
- Summer Wishes, Winter Dreams, regia di Gilbert Cates (1973)
- Detective Harper: acqua alla gola (The Drowning Pool), regia di Stuart Rosenberg (1975)
- La fine... della fine (The End), regia di Burt Reynolds (1978)
- Harry & Son, regia di Paul Newman (1984)
- Lo zoo di vetro (The Glass Menagerie), regia di Paul Newman (1987)
- Mr. & Mrs. Bridge, regia di James Ivory (1990)
- L'età dell'innocenza (The Age of Innocence), regia di Martin Scorsese (1993) – Voce narrante
- Philadelphia, regia di Jonathan Demme (1993)

### Televisione
Serie TV
- Tales of Tomorrow – Episodio The Bitter Storm (1952)
- Omnibus – Episodi Mr. Lincoln (Part 1-5) (1952-1953)
- Robert Montgomery Presents – Episodi Penny (1952) e Homecoming (1954)
- Goodyear Television Playhouse – Episodio The Young and the Fair (1953)
- The Philco Television Playhouse – Episodi A Young Lady of Property (1953) e The Dancers (1954)
- Danger – Episodio In Line of Duty (1954)
- You Are There – Episodio The Oklahoma Land Rush (April 22, 1889) (1954)
- The Web – Episodio Welcome Home (1954)
- The Ford Television Theatre – Episodio Segment (1954)
- The Elgin Hour – Episodio High Man (1954)
- Lux Video Theatre – Episodio Five Star Final (1954)
- Armstrong Circle Theatre – Episodio Brink of Disaster (1954)
- Four Star Playhouse – Episodi Interlude (1954), Full Circle (1955) e Watch the Sunset (1956)
- Kraft Television Theatre – Episodi Unequal Contest (1954), Cynara (1955), Eleven O'Clock Flight (1955) e Starfish (1956)
- Studio One – Episodi Stir Mugs (1954), Family Protection (1956) e A Man's World (1956)
- The Star and the Story – serie TV, episodio 1x01 (1955)
- Star Tonight – Episodio Death of a Stranger (1955)
- The 20th Century-Fox Hour – serie TV, episodio 1x04 (1955)
- The United States Steel Hour – Episodio White Gloves (1955)
- General Electric Theater – serie TV, episodio 4x20 (1956)
- Alfred Hitchcock presenta (Alfred Hitchcock Presents) – serie TV, episodio 1x39 (1956)
- The Alcoa Hour – serie TV, episodio 1x24 (1956)
- Climax! – serie TV, episodio 3x09 (1956)
- Playhouse 90 – Episodio The 80 Yard Run (1958)
- The Carol Burnett Show – Episodio The Family (1976)
- Special Treat – Episodio Little Women (1976)

Film TV
- All the Way Home, regia di Fred Coe (1971)
- Sybil, regia di Daniel Petrie (1976) – Miniserie in due parti
- Come Back, Little Sheba, regia di Silvio Narizzano (1977)
- Corri mamma corri (See How She Run), regia di Richard T. Heffron (1978)
- Un natale da ricordare (A Christmas to Remember), regia di George Englund (1978)
- La donna che non voleva perdere (The Streets of L.A.), regia di Jerrold Freedman (1979)
- Prima dell'ombra (The Shadow Box), regia di Paul Newman (1980)
- Negro Go Home (Crisis at Central High), regia di Lamont Johnson (1981)
- Candida, regia di Michael Cristofer (1982)
- L'altra (Passions), regia di Sandor Stern (1984)
- Non entrate dolcemente nella notte (Do You Remember Love), regia di Jeff Bleckner (1985)
- Affari di cuore (Foreign Affairs), regia di Jim O'Brien (1993)
- Blind Spot, regia di Michael Toshiyuki Uno (1993)
- Breathing Lessons, regia di John Erman (1994)
- Empire Falls - Le cascate del cuore, regia di Fred Schepisi (2005)

## Teatro

### Attrice
- The Lovers – Martin Beck Theatre, Broadway, New York (1956)
- Baby Want a Kiss – Little Theatre, Broadway, New York (1964)
- Candida – Circle in the Square Theatre, Broadway, New York (1981)
- Lo zoo di vetro (The Glass Menagerie) – Williamstown Theatre Festival, Williamstown, Massachusetts (1985)
- Lo zoo di vetro (The Glass Menagerie) – Long Wharf Theatre, New Haven, Connecticut (1986)
- La dolce ala della giovinezza (Sweet Bird of Youth) – Royal Alexandra Theatre, Toronto (1988)
- Hay Fever – Berkshire Theatre Festival, Stockbridge, Massachusetts (1996)

### Regista
- Golden Boy – 45th Street Theater, Off-Broadway, New York (1995)
- Rocket to the Moon – Williamstown, Massachusetts (1996)
- Waiting for Lefty – Classic Stage Company Theatre, Off-Broadway, New York (1998)
- The Constant Wife – Westport Country Playhouse, Westport, Connecticut (2000)

### Direttrice artistica
- Piccola città (Our Town) – Booth Theatre, Broadway, New York (2002-2003)
- Thurgood – Booth Theatre, Broadway, New York (2008)

## Riconoscimenti

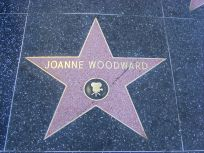
La stella di Joanne Woodward sulla Hollywood Walk of Fame

Il 15 agosto 1958 le venne assegnata una stella sulla Hollywood Walk of Fame al 6801 di Hollywood Blvd per il suo contributo all'industria cinematografica.
- Premio Oscar
  - 1958 – Miglior attrice protagonista per La donna dai tre volti
  - 1969 – Candidatura per la miglior attrice protagonista per La prima volta di Jennifer
  - 1974 – Candidatura per la miglior attrice protagonista per Summer Wishes, Winter Dreams
  - 1991 – Candidatura per la miglior attrice protagonista per Mr. & Mrs. Bridge

- Golden Globe
  - 1958 – Migliore attrice in un film drammatico per La donna dai tre volti
  - 1964 – Candidatura per la migliore attrice in un film commedia o musicale per Il mio amore con Samantha
  - 1969 – Migliore attrice in un film drammatico per La prima volta di Jennifer
  - 1973 – Candidatura per la migliore attrice in un film drammatico per Gli effetti dei raggi gamma sui fiori di Matilda
  - 1974 – Candidatura per la migliore attrice in un film drammatico per Summer Wishes, Winter Dreams
  - 1982 – Candidatura per la miglior attrice in una mini-serie o film per la televisione per Negro Go Home
  - 1986 – Candidatura per la miglior attrice in una mini-serie o film per la televisione per Non entrate dolcemente nella notte
  - 1991 – Candidatura per la miglior attrice in un film drammatico per Mr. & Mrs. Bridge
  - 1995 – Miglior attrice in una mini-serie o film per la televisione per Breathing Lessons
  - 2006 – Candidatura per la miglior attrice non protagonista in una serie per Empire Falls - Le cascate del cuore
- BAFTA
  - 1958 – Candidatura per la migliore attrice straniera per La donna dai tre volti
  - 1959 – Candidatura per la migliore attrice straniera per Un urlo nella notte
  - 1969 – Candidatura per la migliore attrice protagonista per La prima volta di Jennifer
  - 1975 – Migliore attrice protagonista per Summer Wishes, Winter Dreams
- Festival di Cannes
  - 1973 – Prix d'interprétation féminine per Gli effetti dei raggi gamma sui fiori di Matilda
- National Board of Review
  - 1957 – Miglior attrice per La donna dai tre volti e Un urlo nella notte
- National Society of Film Critics Awards
  - 1969 – Candidatura per la migliore attrice per La prima volta di Jennifer
  - 1974 – Candidatura per la migliore attrice per Summer Wishes, Winter Dreams
  - 1991 – Candidatura per la migliore attrice per Mr. & Mrs. Bridge
- New York Film Critics Circle Awards
  - 1968 – Miglior attrice protagonista per La prima volta di Jennifer
  - 1974 – Miglior attrice protagonista per Summer Wishes, Winter Dreams
  - 1990 – Miglior attrice protagonista per Mr. & Mrs. Bridge
- Primetime Emmy Awards
  - 1977 – Candidatura per la miglior attrice protagonista di un film televisivo e/o miniserie per Sybil
  - 1978 – Miglior attrice protagonista di un film televisivo e/o miniserie per Corri mamma corri
  - 1981 – Candidatura per la miglior attrice protagonista di un film televisivo e/o miniserie per Negro Go Home
  - 1985 – Miglior attrice protagonista di un film televisivo e/o miniserie per Non entrate dolcemente nella notte
  - 1993 – Candidatura per la miglior attrice protagonista di un film televisivo e/o miniserie per Blind Spot
  - 1994 – Candidatura per la miglior attrice protagonista di un film televisivo e/o miniserie per Breathing Lessons
  - 2005 – Candidatura per la miglior attrice non protagonista di un film televisivo e/o miniserie per Empire Falls - Le cascate del cuore
- Chicago Film Critics Association Awards
  - 1990 – Candidatura per la migliore attrice per Mr. & Mrs. Bridge
- CinEuphoria Awards
  - 2017 – Premio alla carriera
- David di Donatello
  - 1991 – Candidatura per la migliore attrice straniera per Mr. & Mrs. Bridge
- Golden Apple Awards
  - 1976 – Star femminile dell'anno
- Independent Spirit Awards
  - 1988 – Candidatura per la miglior attrice protagonista per Lo zoo di vetro
- Kansas City Film Critics Circle Awards
  - 1969 – Migliore attrice per La prima volta di Jennifer
  - 1974 – Migliore attrice per Gli effetti dei raggi gamma sui fiori di Matilda
  - 1975 – Migliore attrice per Summer Wishes, Winter Dreams
  - 1991 – Migliore attrice per Mr. & Mrs. Bridge
- Los Angeles Film Critics Association Awards
  - 1990 – Candidatura per la migliore attrice per Mr. & Mrs. Bridge
- Online Film & Television Association
  - 2005 – Candidatura per la migliore attrice non protagonista in un film o miniserie per Empire Falls - Le cascate del cuore
- Festival internazionale del cinema di San Sebastián
  - 1960 – Premio Zulueta alla migliore attrice per Pelle di serpente
- Screen Actors Guild Award
  - 1986 – Premio alla carriera
  - 1995 – Miglior attrice in un film televisivo o miniserie per Breathing Lessons
  - 2006 – Candidatura per la migliore attrice in un film televisivo o miniserie per Empire Falls - Le cascate del cuore

## Doppiatrici italiane
Nelle versioni in italiano dei suoi film Joanne Woodward è stata doppiata da:
- Maria Pia Di Meo ne La donna dai tre volti, Un urlo nella notte, La lunga estate calda, Missili in giardino, L'urlo e la furia, Dalla terrazza, Donna d'estate, Paris Blues, Il mio amore con Samantha, Un uomo oggi, Detective Harper: acqua alla gola
- Rosetta Calavetta in Conta fino a 3 e prega!, Pelle di serpente
- Flaminia Jandolo in Giovani senza domani
- Angiolina Quinterno in Posta grossa a Dodge City
- Valeria Valeri in Una splendida canaglia
- Marisa Mazzoni ne La prima volta di Jennifer
- Gabriella Genta in Harry & Son
- Paila Pavese ne Lo zoo di vetro
- Marzia Ubaldi in Mr. & Mrs. Bridge
- Miranda Bonansea in Philadelphia
- Graziella Polesinanti in Empire Falls - Le cascate del cuore
- Lorenza Biella in La strada del crimine
- Sonia Scotti in Corri mamma corri

Da doppiatrice è sostituita da:
- Maria Pia Di Meo ne L'età dell'innocenza